# Истомин, Лев Александрович
Лев Александрович Истомин (1927—2000) — советский учёный и инженер-конструктор, организатор реактивных пусковых установок, ракетно-космических и боевых стартовых комплексов. Лауреат Премии Совета Министров СССР в области науки и техники (1981). Заслуженный машиностроитель РСФСР (1988).

## Биография
Родился 22 апреля 1927 года в Архангельске.
С 1946 года после окончания Архангельского автомобильно-дорожного техникума работал на автомобильном предприятии Латвийской ССР в должности техника-механика и инженера-механика. С 1952 по 1958 год обучался в 
Московском автодорожном институте. С 1958 по 1961 год работал в должности инженер-механика на московских автодорожных предприятиях. 
С 1961 года работал в системе Министерства общего машиностроения СССР, координировавшее работу в области  связанной с разработкой и производством оборудования для космоса. С 1961 по 1965 год на научно-исследовательской работе в НИИ химического машиностроения в должностях: заместителя начальника и начальника отдела, а так же заместителя директора этого института. Л. А. Истомин был участником создания стендовых сооружений для экспериментальной отработки стартового и наземного технологического оборудования для ракетно-космических комплексов.
В 1965  по 1990 год на научно-исследовательской работе в Конструкторском
бюро общего машиностроения МОМ СССР в должностях: заместителя главного конструктора по испытаниям, с 1986 по 1990 год — заместителем генерального конструктора В. П. Бармина по разработке стартовых комплексов. Л. А. Истомин был одним из организаторов разработки наземных систем и агрегатов для подготовки к пускам и осуществление пусков межконтинентальных баллистических ракет, ракет-носителей, космических аппаратов различного назначения, в том числе он участвовал в создании и являлся техническим руководителем испытаний наземного стартового оборудования для космической программы многоразовой транспортной космической системы «Энергия — Буран».
В 1981 году Постановлением ЦК КПСС и СМ СССР «За работы в области специального машиностроения» Л. А. Истомин был удостоен Премии Совета Министров СССР в области науки и техники, в 1988 году Указом Президиума Верховного Совета РСФСР «За заслуги в области машиностроения и многолетний добросовестный труд» ему было присвоено почётное звание — Заслуженный машиностроитель РСФСР.
Скончался 28 июня 2000 года в Москве, похоронен на Введенском кладбище.

## Награды
- Орден Октябрьской революции (1976)
- Орден Трудового Красного Знамени (1970)
- Заслуженный машиностроитель РСФСР (1988)
- Премия Совета Министров СССР в области науки и техники (1981)